# Yellow Submarine
Yellow Submarine é o décimo álbum de estúdio da banda britânica de rock The Beatles, lançado pela Apple Records em 13 de janeiro de 1969. Foi comercializado como trilha sonora para o filme de animação homônimo, que estreou em Londres em julho de 1968. O álbum contém seis faixas do grupo, incluindo quatro canções inéditas, "Yellow Submarine", lançada anteriormente no álbum de 1966, Revolver, e "All You Need Is Love", lançada em single no Reino Unido e no LP Magical Mystery Tour nos Estados Unidos em 1967. As faixas restantes do álbum são regravações da música orquestral do filme arranjadas pelo produtor musical da banda, George Martin.
O projeto foi considerado como uma obrigação contratual dos Beatles, que foram convidados a compor quatro novas canções para o filme. Algumas faixas foram escritas e gravadas especialmente para a trilha sonora, enquanto outras vieram de outros projetos. O álbum foi lançado dois meses depois de The Beatles e, portanto, não foi visto pela banda como um trabalho significativo. Yellow Submarine tem recebido críticas distintas por parte dos críticos musicais, alguns dos quais consideram que ficou aquém do elevado padrão geralmente associado aos Beatles. Alcançou o Top 5 no Reino Unido e nos Estados Unidos, e foi relançado no formato de disco compacto diversas vezes.

## Contexto
O álbum surgiu a partir de obrigações contratuais, as quais estabeleciam que os Beatles tinham que apresentar novas canções para a trilha musical do filme de animação O Submarino Amarelo à produtora United Artists. Tendo terminado recentemente o seu álbum Sgt. Pepper's Lonely Hearts Club Band em abril de 1967, o grupo expressou pouco entusiasmo para este projeto. Juntamente com a música do filme de televisão Magical Mystery Tour, a trilha sonora de Yellow Submarine fez parte de um período em que o autor Ian MacDonald mais tarde descreveu como um "regime de gravação contínua de baixa intensidade (...) tinha uma qualidade cotidiana – uma falta intrínseca de tensão que certamente coloriria o material resultante.

## Gravação
Das faixas inéditas, a primeira a ser gravada foi "Only a Northern Song" de George Harrison, em fevereiro de 1967, rejeitada para ser incluída em Sgt. Pepper. O grupo acrescentou sonorizações nesta faixa base em abril, imediatamente após terminar a mixagem estereofônica para aquele álbum. Entre os sons adicionados, durante o que o historiador Mark Lewisohn descreve como "uma curiosa sessão", foram trompetes, glockenspiel e vocais. As letras de Harrison refletem o seu descontentamento em ser apenas um compositor contratado pela editora dos Beatles, a Northern Songs.
"All Together Now" foi gravada em uma única sessão, em 12 de maio de 1967, especificamente para o projeto do filme. O título veio de uma frase que Paul McCartney ouvia quando criança, que convidava todos a cantarem canções de music hall. Mais tarde, descreveu a faixa como "um desperdício".
A banda gravou "It's All Too Much" de Harrison no final de maio de 1967, no De Lane Lea Studios, no centro de Londres. Inspirado pela experiência do consumo de LSD, e originalmente com mais de oito minutos de duração, a canção reflete a filosofia do Verão do Amor, e faz uso extensivo de feedbacks da guitarra. Tal como "All You Need Is Love", a faixa inclui referências musicais e líricas de outras obras – neste caso, uma passagem de trompete de Prince of Denmark's March (A Marcha do Príncipe da Dinamarca) de Jeremiah Clarke, e um verso de "Sorrow", canção de The McCoys regravada em 1966 pelos Merseys.
"Hey Bulldog" de John Lennon foi gravada em 11 de fevereiro de 1968, e evoluiu a partir de uma intenção inicial de gravar um clipe promocional para "Lady Madonna". Tal como "All Together Now", o tema foi gravado com a trilha sonora do filme em mente. O final da canção inclui uma jam session após o ponto onde estava concebido um fade-out no final da mixagem, a qual foi mantida na versão final. Lennon, mais tarde, descreveu a canção como "uma gravação com boa sonoridade que não significa nada".

### Orquestrações de George Martin
O segundo lado do disco inclui regravações da música orquestral do filme composta pelo produtor da banda, George Martin. A gravação teve presente uma orquestra com 41 elementos em duas sessões de três horas, entre 22 e 23 de outubro de 1968, no EMI Studios, sendo editada para o LP em 22 de novembro.
Em alguns de seus arranjos, Martin faz referência ao seu passado com os Beatles. Por exemplo, "Sea of Time" inclui o que Ian MacDonald descreve como "uma citação carinhosa" do estilo indiano de "Within You Without You", de Sgt. Pepper; e "Yellow Submarine in Pepperland" copia o título da canção homônima do filme. Em "Sea of Monsters", Martin adaptou parte de Ária na corda sol de Johann Sebastian Bach, enquanto que em outras seleções, ele parodia obras de Ígor Stravinski. MacDonald também observa a influência de Mozart e Anton Webern entre as "alusões clássicas" nas composições de Martin.

## Lançamento
O filme de animação O Submarino Amarelo estreou em julho de 1968, em Londres, altura em que a banda estava ocupada a preparar o seu álbum homônimo. Os Beatles estavam entusiasmados com o filme e, após o seu lançamento, surgiam com mais regularidade para promovê-lo. Tendo o seu lançamento sido adiado para que não entrasse em conflito com o lançamento de The Beatles, e para permitir a gravação das contribuições de Martin, Yellow Submarine foi lançado pela Apple Records em 13 de janeiro de 1969 nos Estados Unidos e quatro dias depois no Reino Unido.
Nos EUA, o álbum foi comercializado somente no formato estereofônico, enquanto que no Reino Unido, estava disponível nos formatos estereofônico e monofônico, embora sua versão mono fosse uma condensação de dois canais de áudio estéreo, feitos para soar como um áudio mono, em vez de uma mixagem dedicada. Dado que "All You Need Is Love" foi lançada às pressas em single, acabou por não passar por uma mixagem estéreo. Embora a faixa tenha sido lançada no LP Magical Mystery Tour na América do Norte, só em 29 de outubro de 1968 foi feita uma versão estereofônica para Yellow Submarine. Nos EUA, versões em cartucho incluíram "Lucy in the Sky with Diamonds" como faixa extra no segundo lado.

### EP não lançado
Um extended play contendo somente as faixas inéditas tinha sido considerado para ser lançado em setembro de 1968, porém o plano para lançar Yellow Submarine foi adiado para permitir o lançamento de The Beatles. Contudo, no seguimento do adiamento no lançamento da trilha sonora do filme, Lewisohn escreveu que os Beatles foram "levemente criticados" por ter cedido um lado completo do LP à música de Martin, e assim fracassado em não terem mostrado o seu habitual "valor". Como resultado, a banda considerou lançar o material em um EP de cinco faixas, em mono, sem a música orquestral do filme, mas incluindo a então inédita "Across the Universe" como faixa bônus. Este EP foi produzido em março de 1969, porém nunca foi comercializado. A sequência das faixas era: "Only a Northern Song", "Hey Bulldog" e "Across the Universe" no primeiro lado, com "All Together Now" e "It's All Too Much" no lado dois.
Posteriormente, Lennon dispensou as contribuições de Martin, descrevendo-as como "toda esta terrível merda", e culpou Brian Epstein, empresário da banda, por permitir que Martin participasse no projeto. De acordo com o autor e jornalista musical Peter Doggett, nem a proposta do formato EP, nem a produção de um álbum da trilha sonora maior (contendo outras canções dos Beatles incluídas no filme de 1968) foi possível, pois "ambas as opções teriam negado a George Martin o seu direito contratual para aparecer ao lado dos Beatles – e tiravam-lhe o potencial de receber o maior valor em royalties da sua carreira."

## Embalagem
O desenho da capa inclui um esboço dos Beatles tal como eles surgem nos cartazes promocionais, criado por Heinz Edelman. As edições inglesas apresentam a frase "Nothing is real" ("Nada é real"; extraída da canção "Strawberry Fields Forever") logo abaixo do título do álbum, ao contrário das edições norte-americanas, que não a apresentavam.
Na contracapa do álbum, a edição inglesa continha uma resenha de The Beatles escrita por Tony Palmer para o Observer. A revisão era introduzida por algumas notas do assessor de imprensa da Apple, Derek Taylor. A capa do álbum comercializada nos Estados Unidos continha uma biografia fictícia ilustrada, escrita por Dan Davis, de Sgt. Pepper, em que a batalha do grupo contra os Blue Meanies era comparada a três outras lutas épicas na história do mundo da língua inglesa: a luta de Beowulf para salvar a Sala do Hidromel de Heorot; a assinatura de João de Inglaterra da Magna Carte; e a redação da Declaração de Independência por Thomas Jefferson.

## Relançamentos
O primeiro lançamento do álbum em formato de disco compacto aconteceu em agosto de 1987, e espelha a primeira versão inglesa do LP. A listagem de faixas é a mesma, com as músicas "Sea of Time" e "Sea of Holes" em separado; as legendas de "Nothing Is Real" permanecem as mesmas, e a revisão de The Beatles com a introdução de Taylor está incluída no encarte do CD.
O álbum foi relançado em uma versão revista em 13 de setembro de 1999, coincidindo com a reedição remasterizada do filme. Intitulado Yellow Submarine Songtrack, o álbum dispensa as orquestrações de George Martin, e inclui as seis faixas dos Beatles do álbum original, juntamente com nove canções adicionais, todas remixadas para este disco.
O álbum original foi remasterizado e relançado juntamente com os restantes trabalhos dos Beatles em 9 de setembro de 2009. Esta versão inclui os folhetos das versões inglesa e norte-americana. As mixagens monofônicas das quatro faixas destinadas ao EP (juntamente com "Across the Universe") foram lançadas pela primeira vez na coletânea Mono Masters como parte integrante do box set The Beatles in Mono.

## Recepção crítica
Em contraste com o filme de animação, Yellow Submarine não foi, de um modo geral, considerado um lançamento significativo. Lançado dois meses após The Beatles, foi um dos poucos trabalhos da banda que não atingiram o topo das paradas musicais no Reino Unido e nos Estados Unidos, chegando à 3ª e 2ª posição, respectivamente. No Canadá, Yellow Submarine alcançou o topo da tabela RPM durante duas semanas, terminando com a posição de número um, durante doze semanas, de The Beatles. Na Billboard Top LPs, não chegou à primeiro devido ao mesmo álbum.

### Avaliações retrospectivas
| Críticas profissionais        | Críticas profissionais |
| Avaliações da crítica         | Avaliações da crítica  |
| Fonte                         | Avaliação              |
| ----------------------------- | ---------------------- |
| AllMusic                      | [ 43 ]                 |
| The A.V. Club                 | C–                     |
| Consequence of Sound          | C+                     |
| Encyclopedia of Popular Music | [ 46 ]                 |
| Music Story                   | [ 47 ]                 |
| Pitchfork                     | 6.2/10                 |
| Record Mirror                 | [ 49 ]                 |
| The Rolling Stone Album Guide | [ 50 ]                 |

Recordando o lançamento numa edição especial da revista Mojo, Peter Doggett escreve que "os jornais ficaram loucos com Yellow Submarine". Beat Instrumental lamentou a escassez de material novo da banda, mas acrescentou: "não sejam mal-humorados. O trabalho de George Martin no filme é realmente muito bom, e duas faixas de George Harrison salvam o primeiro lado. Ambas (as canções) são excelentes peças, consideravelmente mais apaixonantes do que a muito aborrecida "All Together Now", uma faixa muito insonsa." Numa crônica para a Internacional Times, Barry Miles considerou o contributo de Martin "soberbamente produzido" e, sobre as canções, escreveu apenas sobre "It's All Too Much", que descreveu como "Infinita, mântrica, redonda, entrelaçada, xadrez, em filigrana, (...) em espiral" e "canção alegre para todos cantarem". O analista musical da Record Mirror disse que, dada a longa procura por um álbum de trilha sonora, o lançamento do Yellow Submarine faria despertar "o êxtase de fãs em todo o mundo". O mesmo crítico acrescentou que as novas quatro faixas dos Beatles estavam em linha de qualidade com os dois "excelente" singles, e que as contribuições de Martin representavam uma "grande conquista", que também justificavam a quaisquer reclamações sobre o preço. No seu livro de 1975, The Beatles: An Illustrated Record,, os críticos da NME, Roy Carr e Tony Tyler, lamentaram as considerações de natureza comercial que resultaram no lançamento de um LP de trilha sonora, dizendo que as quatro novas faixas "teriam feito um excelente EP".
Mais recentemente, o crítico do AllMusic, Richie Unterberger, escreveu sobre Yellow Submarine: "O álbum teria tido bastante mais valor se tivesse sido comercializado como um EP de quatro músicas... com a inclusão de uma faixa extra como "Across the Universe". Ninguém nega que há muito mais que se pode ver e ouvir, mas ouvir o álbum original de novo, quarenta anos depois, ainda nos dá uma sensação de que, mesmo sendo material de segunda-classe, reciclado e rejeitado, ainda assim soa tão bem." Na sua análise para a Pitchfork, Mark Richardson acha que "a trilha sonora de Yellow Submarine é como o trabalho de uma banda extremamente talentosa que não podia ser incomodada" e descreve "Hey Bulldog" como "um piano duro e funky roqueiro, (e) de longe a melhor canção aqui". Richardson conclui: "Mas como álbum, é para esquecer, algo muito raro nos Beatles."
David Gassman da PopMatters vê as seleções de Martin como "lamechas e inconsequentes" e as quatro faixas novas no primeiro lado como "fascinantes", acrescentando que "o material que tinha sido rejeitado dá um carácter único diferente de qualquer outro álbum dos Beatles." Embora salientando que a trilha sonora foi substituída com o lançamento de Yellow Submarine Songtrack, Gassman escreve: "Independentemente do que se possa achar, no entanto, as canções não disponíveis neste álbum devem fazer parte de qualquer coleção de fãs dos Beatles." Alex Young da Consequence of Sound escreve: "como um todo, Yellow Submarine é um álbum agradável, mesmo que seja um trabalho menos do que aceitável no conjunto de trabalhos dos Beatles", embora critique a inclusão das composições de Martin, as quais ele acha que deveriam ter sido vendidas separadamente.

## Lista de faixas
Todas as faixas escritas e compostas por Lennon–McCartney, exceto as indicadas por asteriscos, que são por George Harrison. 
| Lado um: canções do filme |                            |         |  |
| N.º                       | Título                     | Duração |  |
| 1.                        | "Yellow Submarine"         | 2:39    |  |
| 2.                        | "Only a Northern Song" (*) | 3:24    |  |
| 3.                        | "All Together Now"         | 2:11    |  |
| 4.                        | "Hey Bulldog"              | 3:12    |  |
| 5.                        | "It's All Too Much" (*)    | 6:26    |  |
| 6.                        | "All You Need Is Love"     | 3:47    |  |
| Duração total:            | Duração total:             | 21:39   |  |

Todas as músicas compostas por George Martin, exceto "Yellow Submarine in Pepperland", por Lennon–McCartney, arr. por Martin.
| Lado dois: trilha sonora orquestral |                                  |         |  |
| N.º                                 | Título                           | Duração |  |
| 1.                                  | "Pepperland"                     | 2:18    |  |
| 2.                                  | "Sea of Time"                    | 3:00    |  |
| 3.                                  | "Sea of Holes"                   | 2:16    |  |
| 4.                                  | "Sea of Monsters"                | 3:35    |  |
| 5.                                  | "March of the Meanies"           | 2:16    |  |
| 6.                                  | "Pepperland Laid Waste"          | 2:09    |  |
| 7.                                  | "Yellow Submarine in Pepperland" | 2:10    |  |
| Duração total:                      | Duração total:                   | 17:44   |  |

## Ficha técnica
The Beatles
- John Lennon – vocais principais e vocais de apoio, guitarras rítmica e solo, piano, cravo, glockenspiel, ukulele, harmônica, banjo, palmas
- Paul McCartney – vocais principais e vocais de apoio, baixo elétrico, guitarra acústica, double bass, trompete, palmas, percussão
- George Harrison – vocais principais e vocais de apoio, guitarras solo e acústica, órgão Hammond, percussão, palmas, violinos
- Ringo Starr – bateria, percussão e palmas, vocais de apoio, vocais principais em "Yellow Submarine"

Produção
- George Martin – piano em "All You Need Is Love", arranjo orquestral